# Monument de la Bataille des Nations
Le monument de la Bataille des Nations, (Völkerschlachtdenkmal [ˈfœlkɐʃlaχtˌdɛŋkmaːl]) est un édifice monumental construit à Leipzig-Probstheida à Leipzig en Allemagne pour célébrer le centenaire de la bataille des nations  (ou bataille de Leipzig). Il est souvent considéré comme l'archétype du « style colossal » cher à l'Allemagne wilhelmienne. Sur la façade est inscrite la fameuse devise militaire germanique Gott mit uns.
Ce combat, auquel ont pris part plus de 500 000 soldats, fut la plus grande bataille de l'histoire jusqu'à la Première Guerre mondiale, et la plus sanglante. Elle dura du 16 au 19 octobre 1813 et s'acheva sur une défaite décisive de Napoléon Ier face aux troupes coalisées de l'Autriche, de la Prusse, de la Russie et de la Suède.

## Genèse du projet
L'idée de dresser un monument en souvenir des morts allemands (prussiens, autrichiens, mais aussi saxons et ceux qui combattaient du côté français) de cette bataille revient à l'architecte Clemens Thieme (de), qui créa en 1894 dans ce but une association patriotique (Deutsche Patriotenbund zur Errichtung eines Völkerschlachtdenkmals bei Leipzig) afin de recueillir les dons et subventions.
Un an après sa fondation, l'association comptait déjà 45 000 adhérents. Elle lança en 1896 un concours auquel participèrent 72 architectes. Le 1er prix fut remporté par Wilhelm Kreis mais comme sa proposition, pas plus que les autres arrivées derrière, ne répondait pleinement à ce qu'attendait Thieme, ce dernier décida l'année suivante de confier le projet à Bruno Schmitz, spécialiste déjà réputé des monuments commémoratifs. Clemens Thieme apporta une importante contribution à la conception de l'édifice, et en dirigea le chantier.
La première pierre fut posée le 18 octobre 1898. Pour compléter le financement, une loterie fut organisée en 1903 par l'association que présidait Thieme (elle comptait à cette date plus de 90 000 membres dans toute l'Allemagne).
L'inauguration eut lieu le 18 octobre 1913, cent ans jour pour jour après la bataille. Fut construite dans les mêmes années, à proximité, l'église russe du souvenir, en mémoire des morts russes de la bataille.
Le monument est situé précisément au cœur du champ de bataille, là où les combats ont été les plus acharnés. C'est le plus grand et le plus haut mémorial de ce type jamais construit. Il est orné de statues colossales sculptées par Christian Behrens (de) et Franz Metzner.
Contrairement à d'autres monuments célébrant la gloire guerrière de l'Allemagne, les autorités communistes est-allemandes se sont abstenues de détruire le Völkerschlachtdenkmal, dans la mesure où il référait indirectement à une fraternité d'armes germano-russe. Mais il a souffert d'un grave manque d'entretien dans la seconde moitié du XXe siècle, malgré sa robustesse intrinsèque. Une campagne de restauration a été lancée en 2003 pour un coût de 30 millions d'euros. Les travaux de rénovation de la tour ont été achevés le 18 octobre 2013, cent ans après l'inauguration, et la rénovation du reste du parc était prévu pour 2020.

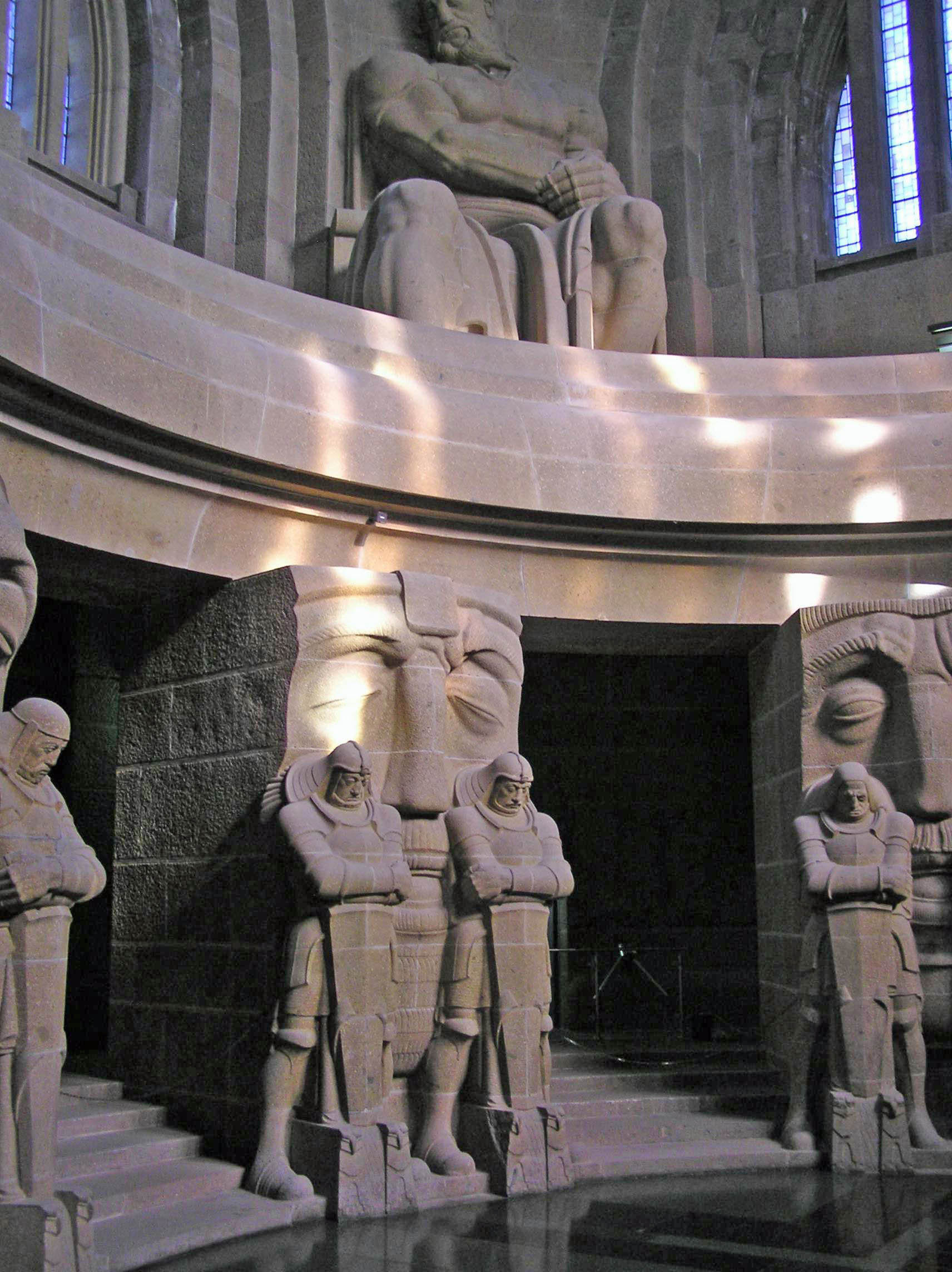
Sculptures de Franz Metzner dans la crypte : les Veilleurs (Totenwächter) devant les Masques du Destin (Schicksalmasken).

## Quelques chiffres
- Durée des travaux : 15 ans
- Hauteur : 91 m
- Hauteur sous clé de la coupole interne : 68 m
- Largeur à la base : 126 m
- Semelle de fondation : 70 × 80 × 2 m
- Masse totale du bâti : 300 000 t
- 120 000 t de béton
- 26 500 blocs de porphyre granitique de Beucha
- Coût : 6 millions de goldmarks (environ 31 millions d'euros 2010)

## La musique au Völkerschlachtdenkmal
Au monument est spécialement attaché un chœur, le Denkmalchor, qui compte 40 chanteurs et qui y donne régulièrement des concerts a cappella. Y ont lieu aussi des concerts d'orgue. Le monument présente une acoustique unique en son genre qui amplifie les sons aigus et peut les réverbérer sur jusqu'à 10 secondes.
Des concerts de musique gothique et dark wave ont lieu chaque année dans la crypte du monument dans le cadre du festival Wave-Gotik-Treffen de Leipzig.